# Journal d'une future présidente
Journal d'une future présidente (Diary of a Future President) est une série télévisée américaine en vingt épisodes d'environ 25 minutes créée par Ilana Peña et diffusée entre le 17 janvier 2020 et le 18 août 2021 sur le service Disney+.
Il s'agit de la première série originale du service n'appartenant pas à la société et dont la production est assurée par un studio extérieur, CBS Television Studios.
La série est diffusée mondialement sur Disney+ : Au Québec, depuis le 17 janvier 2020 ; en Suisse, depuis le 24 mars 2020 ; en France depuis le 7 avril 2020 ; et en Belgique depuis le 15 septembre 2020.

## Synopsis
Elena Cañero-Reed est une jeune cubano-américaine de douze ans. Comme les autres enfants de son âge, Elena traverse plusieurs épreuves et découvre la vie, l'amitié, l'amour, etc. au fil des jours.
La série est racontée par Elena à travers les entrées qu'elle écrit dans son journal intime. Parallèlement, via des sauts en avant, elle met en scène Elena adulte dont le plus grand souhait s'est réalisé : elle est présidente des États-Unis.

## Distribution

### Acteurs principaux
- Tess Romero (VF : Marie Facundo) : Elena Cañero-Reed
- Selenis Leyva (VF : Myrtille Bakouche) : Gabrielle « Gabi » Cañero-Reed
- Charlie Bushnell (VF : Tom Trouffier) : Roberto « Bobby » Cañero-Reed
- Michael Weaver (VF : Xavier Fagnon) : Sam Faber

### Acteurs récurrents
- Gina Rodriguez (VF : Alice Taurand) : la présidente Elena Cañero-Reed (adulte)
- Carmina Garay (VF : Cerise Calixte) : Sasha
- Sanai Victoria (VF : Shalina Damree) : Melissa
- Jessica Marie Garcia (en) (VF : Lola Nedelian) : Camila
- Harmeet Pandey (VF : Claire Baradat) : Jessica
- Avantika Vandanapu (VF : Maryne Bertieaux) : Monyca (saison 1)
- Brandon Severs (VF : Alexandre Nguyen) : Liam
- Jazzy Jade : Brittany (saison 1)
- Nathan Arenas (VF : Thomas Sagols) : Danny
- Sean Philip Glasgow (VF : Enzo Ratsito) : Ziggy
- Tiernan Jones : Joey
- Gregg Binkley : Dr Cooper
- Ellie Reed : Danielle, fiancée de Camila
- Connor Falk : Ryan (saison 1)
- Travis Burnett (VF : Claire Baradat) : Claude
- Chevonne Hughes (VF : Marjorie Frantz) : Mme R.
- Brian Gattas (VF : Swan Demarsan) : Craig
- Jessica Mikayla : Adrienne
- Brogan Hall (VF : Nicolas Duquenoy) : Tripp (saison 2)
- Aaniyah Marwah (VF : Geneviève Doang) : Rashmi

Source et légende : version française (VF) sur Doublage Séries Database

## Production

### Développement
En janvier 2019, Disney+ annonce la commande d'une première saison de dix épisodes pour une comédie intitulée Diary of a Female President. La série appartient et est produite par CBS Television Studios, qui a vendu les droits de diffusion à la plateforme, permettant à la série de devenir la première production extérieur diffusée sur le service. Il est également dévoilé que l'actrice Gina Rodriguez produirait la série via sa société.
Le président de CBS Television Studios dévoila que la série était à l'origine en projet chez The CW, chaîne appartenant à moitié au même groupe que le studio, mais qu'il décida de la proposer à d'autres chaînes, trouvant le public du réseaux trop âgés.
En décembre 2019, le service dévoile la date de lancement de la série, qui change officiellement de titre pour devenir Diary of a Future President.
En mai 2020, le service annonce le renouvellement de la série pour une deuxième saison qui comptera dix nouveaux épisodes.
Le 13 décembre 2021, Disney+ annule la série.

### Distributions des rôles
En juillet 2019, il est dévoilé que Gina Rodriguez, qui produit la série, interprétera la version adulte d'Elena Cañero-Reed, le personnage central de la série. Il est précisé qu'elle s'occupera également de réaliser le premier épisode.
Parallèlement, Tess Romero décroche le rôle d'Elena enfant et Charlie Bushnell signe pour le rôle de son frère. Selenis Leyva rejoint la distribution principale pour interpréter la mère de famille et Michael Weaver pour le rôle de son intérêt amoureux, Sam.

### Tournage
Le tournage de la série se déroule à Los Angeles.

## Épisodes
| Saison | Saison | Épisodes | Diffusion originale | Diffusion originale |
| ------ | ------ | -------- | ------------------- | ------------------- |
|        | 1      | 10       | 17 janvier 2020     | 20 mars 2020        |
|        | 2      | 10       | 18 août 2021        | 18 août 2021        |

### Première saison (2020)
| №  | Titre français                | Titre original       | Diffusion originale | Code prod. |
| -- | ----------------------------- | -------------------- | ------------------- | ---------- |
| 1  | Bonjour le monde              | Hello World          | 17 janvier 2020     | 101        |
| 2  | Le Nouveau Deal               | The New Deal         | 24 janvier 2020     | 102        |
| 3  | Secours aux sinistrés         | Disaster Relief      | 31 janvier 2020     | 103        |
| 4  | Le Centre commercial national | The National Mall    | 7 février 2020      | 104        |
| 5  | Comme une grande              | Whistleblower        | 14 février 2020     | 105        |
| 6  | Habeas Corpus                 | Habeas Corpus        | 21 février 2020     | 106        |
| 7  | Politique extérieure          | Foreign Relations    | 28 février 2020     | 107        |
| 8  | Diplomatie                    | Matters of Diplomacy | 6 mars 2020         | 108        |
| 9  | La Réconciliation             | State of the Union   | 13 mars 2020        | 109        |
| 10 | La Fête                       | Two Party System     | 20 mars 2020        | 110        |

### Deuxième saison (2021)
Le tournage de la saison a été reporté à de multiples reprises à cause de la pandémie de Covid-19, et le tournage a finalement pu commencer en octobre 2020,,. L'intégralité des épisodes de la saison sortiront le 18 août 2021 sur la plateforme de streaming Disney+.
| №  | Titre français       | Titre original          | Diffusion originale | Code prod. |
| -- | -------------------- | ----------------------- | ------------------- | ---------- |
| 1  | L'assemblée reprend  | Back in Session         | 18 août 2021        | 201        |
| 2  | Alliance stratégique | Strategic Alliance      | 18 août 2021        | 202        |
| 3  | Garder le silence    | Pleading the Fifth      | 18 août 2021        | 203        |
| 4  | Nations Unies        | United Nations          | 18 août 2021        | 204        |
| 5  | Sous les projecteurs | The National Stage      | 18 août 2021        | 205        |
| 6  | Campagne électorale  | Brain Trust             | 18 août 2021        | 206        |
| 7  | Quiproquo            | Quid Pro Quo            | 18 août 2021        | 207        |
| 8  | Jugé à tort          | Supreme Court Injustice | 18 août 2021        | 208        |
| 9  | Premier Gentleman    | First Gentleman         | 18 août 2021        | 209        |
| 10 | Rebondissement       | October Surprise        | 18 août 2021        | 210        |